# زباد شائك
الزباد الشائك أو البالينس الشوكي أو بخور مريم (باللاتينية: Pallenis spinosa) نوع نباتي يتبع جنس الزباد من الفصيلة النجمية.

## الموئل والانتشار
موطنه كل مناطق حوض البحر الأبيض المتوسط من المشرق العربي ووادي النيل والمغرب العربي إلى إسبانيا والبرتغال وأوكرانيا وسطيف الجزائر.